# Peter Schifrin
Peter Schifrin (Los Angeles, 5 gennaio 1958) è un ex schermidore statunitense.

## Biografia
Ha partecipato ai Giochi della XXIII Olimpiade di Los Angeles nel 1984.

## Palmarès
In carriera ha conseguito i seguenti risultati:
- Giochi Panamericani:

San Juan 1979: oro nella spada a squadre.
Caracas 1983: argento nella spada a squadre.